# Борго Баса (Ровиго)
Борго Баса је насеље у Италији у округу Ровиго, региону Венето.
Према процени из 2011. у насељу је живело 29 становника. Насеље се налази на надморској висини од 8 м.